# Sulfametoksazol
Sulfametoksazol je bakteriostatički antibakterijski agens koji ometa sintezu folne kiseline kod podložnih bakterija. On ima širok opseg dejstva, koji u sve većoj meri biva ograničen sticanjem otpornosti.

## Spoljašnje veze
|  | Molimo Vas, obratite pažnju na važno upozorenje u vezi sa temama iz oblasti medicine (zdravlja). |